# ANY DAY NOW
ANY DAY NOW（エニー・デイ・ナウ）は、INORANの15thスタジオ・アルバムで、通算19枚目のアルバムである。2021年10月20日にキングレコードから発売された。

## 概要
約8ヶ月ぶりのスタジオ・アルバム。前2作の楽曲はほぼ同時期に書き上げたものに対して、今作は2021年3月に入ってから曲作りが始まったという。
今作のコンセプトについては、「未来に向けてまばゆい光を放つメッセージと疲弊した心を癒してくれるサウンドワーク、ヴォーカリゼーション」や「強くて柔らかなスタンスで新しい世界へと歩き出した」というイメージになっており、前2作の完結編にもなるアルバムと位置づけされている。
制作では、今作の作曲、アレンジ、演奏、リズムトラックのプログラミングもINORAN自身が行っているものの、ギターは一音も弾いておらず、ギターの音をキーボードで演奏しているという。
マスタリングは、前2作に引続きSTERLING SOUNDのランディ・メリルが担当している。
完全生産限定盤（CD、ミュージックビデオ2本を収録したBlu-ray、写真集）と通常盤（CD）の2形態で発売され、うち完全生産限定盤のみキングレコードの通販サイト・KING e-SHOPで限定販売された。

## 収録曲
- 全作曲・編曲：INORAN
- 作詞：Jon Underdown（M1、3、4、7）、Nelson Babin-Coy & Mark Stein（M2、5、6、8）、Tim Wellard（M10）
- 収録曲は全バージョン共通

1. See the Light
2. Wherever,Whenever
リード曲であり、ミュージックビデオが制作されている。
3. Feel It In The Air
4. Live it Up
5. Run Away
6. A Beautiful Mess
7. Count Me In
8. No Way But Up
9. flavor
インスト曲。
10. Dancin’ in the Moonlight